# Sierra de Calalaste
Sierra de Calalaste är en bergskedja i Argentina. Den ligger i den norra delen av landet, 1 300 km nordväst om huvudstaden Buenos Aires.
Trakten runt Sierra de Calalaste är ofruktbar med lite eller ingen växtlighet. Trakten runt Sierra de Calalaste är nära nog obefolkad, med mindre än två invånare per kvadratkilometer.